# Zhangping

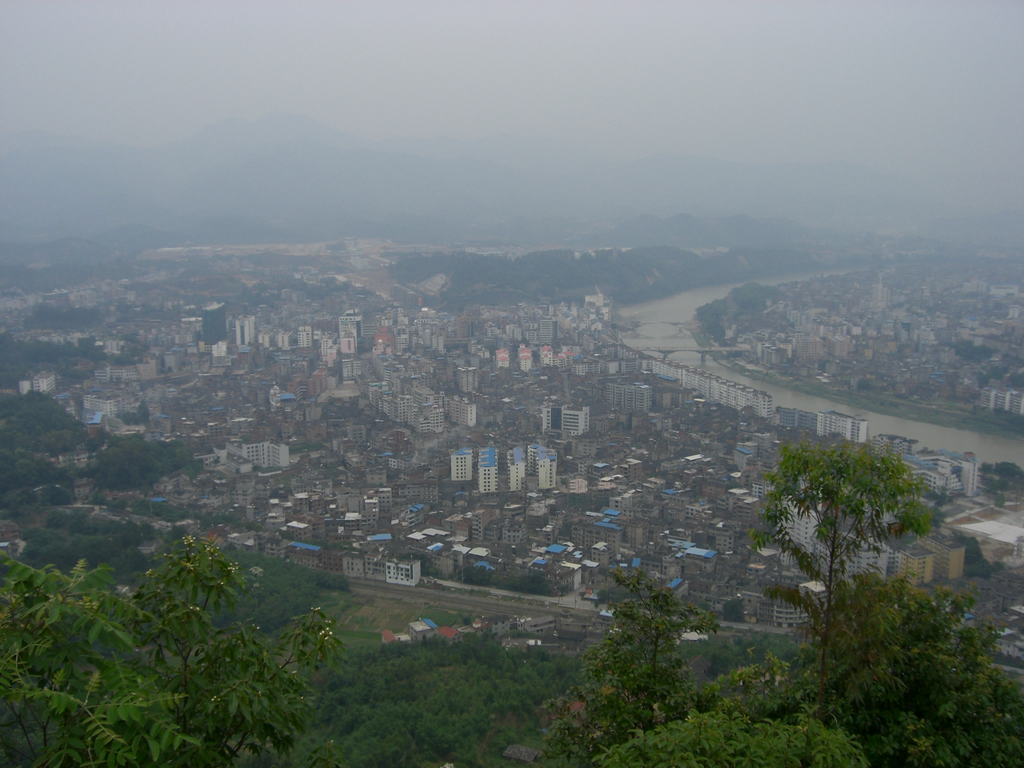
Vue générale de Zhangping

Zhangping (漳平 ; pinyin : Zhāngpíng) est une ville de la province du Fujian en Chine. C'est une ville-district placée sous la juridiction de la ville-préfecture de Longyan.

## Démographie
La population du district était de 272 589 habitants en 1999.